# Genagricola
Genagricola este o companie agricolă, subdiviziune a Generali Assicurazioni, cea mai cunoscută și veche firmă de asigurări italiană.
Compania este prezentă în state precum Italia, Germania, Grecia, Marea Britanie, Rusia, Brazilia, Mexic și Japonia.
Domeniile principale de activitate ale Genagricola sunt producția de vin, cultivarea fructelor, procesarea și comercializarea semințelor și a furajelor.
Compania are activități și în sectorul forestier.

## Genagricola în România
Genagricola a intrat pe piața românească în 2003, când a cumpărat 20.000 de hectare de teren agricol și alte câteva mii de hectare pentru viticultură în apropiere de Timișoara.
În anul 2005, compania și-a extins activitatea de pe piața românească, achiziționând, în aceeași regiune, 3.000 de hectare de teren agicol și o suprafață similară destinată viticulturii.